# براندون جيمس
براندون جيمس (بالإنجليزية: Brandon James)‏ هو لاعب كرة القدم الكندية أمريكي، ولد في 21 ديسمبر 1987 في سانت أوغسطين في الولايات المتحدة.

## وصلات خارجية
- براندون جيمس على موقع مرجع كرة القدم المحترفة.كوم (الإنجليزية)